# امرأة عضها ثعبان
امرأة عضها ثعبان هو تمثال رخامي للنحات الفرنسي أوغست كليسنجر، التمثال معروض حالياً في متحف أورسي.